# TYC 8241 2652

Бомбардировка предположительной планеты астероидами в представлении художника

TYC 8241-2652-1 -  звезда субгигант, расположенная в созвездии Центавра. Она не входит в контур созвездия Центавра, но находится в пределах созвездия. Исходя из спектрального типа K3IV , цвет TYC 8241-2652-1 может быть от оранжевого до красного, это звезды, которые холоднее нашей собственной звезды.
TYC 8241-2652-1 температура в диапазоне от 3700 до 5200 Кельвинов. Эффективная температура TYC 8241-2652-1 составляет 4789 Кельвинов, что ниже эффективной температуры Солнца, равной 5777 Кельвинам. На основе параллакса 8,287, расстояние TYC 8241-2652-1 от Земли может быть рассчитано как 393,58 световых года или 120,67 парсека.

## Расположение
Местоположение TYC 8241-2652-1 на ночном небе определяется прямым восхождением (R.A.) и склонением (Dec.). Они эквивалентны долготе и широте на Земле. Прямое восхождение (долгота) выражается во времени (чч:мм:сс) и показывает, как далеко звезда находится вдоль небесного экватора Земли. Если R.A. положительный, то это направление на восток и наоборот. Склонение (широта) - это то, как удаленный к северу или югу объект сравнивается с небесным экватором и выражается в градусах. Если значение положительное, объект находится к северу от небесного экватора. Для TYC 8241-2652-1 местоположение равно 12 09 02.2532786767 и -51 20 40.987703445 .Исходя из местоположения в Центавре, TYC 8241-2652-1 может находиться в южном полушарии небесного свода. Небесное полушарие эквивалентно полушариям Земли. TYC 8241-2652-1 находится к югу от Эклиптики. Эклиптика - это путь, по которому Земля обращается вокруг Солнца. Следовательно, есть Небесное и Эклиптическое полушария, и они могут быть разными для звезды.

## Физические свойства

### Радиус TYC 8241-2652-1
Радиус TYC 8241-2652-1, по расчетам, в 1,08 раза больше Солнца. Радиус Солнца составляет 695 800 км, следовательно, радиус TYC 8241-2652-1 составляет приблизительно 751 464 км. Если вам нужен диаметр звезды, вам просто нужно умножить радиус на 2.

### Сила тяжести на поверхности TYC 8241-2652-1
Поверхностная гравитация TYC 8241-2652-1, измеряемая в CGS (сантиметр-грамм-секунда), равна 4,247. Гравитация зависит от ее массы и радиуса. Чем больше масса, тем больше сила тяжести. TYC 8241-2652-1 сила тяжести на поверхности имеет диапазон неопределенности от - до +.
1. 1 2 3 4 5 6 7  Gaia Data Release 2 (англ.) / Data Processing and Analysis Consortium, European Space Agency — 2018.
2. 1 2 3 4  SIMBAD Astronomical Database
3. ↑  Høg E., Fabricius C., Makarov V. V., Urban S., Corbin T., Wycoff G., Bastian U., Schwekendiek P., Wicenec A. The Tycho-2 catalogue of the 2.5 million brightest stars (англ.) // Astronomy and Astrophysics / T. Forveille — EDP Sciences, 2000. — Vol. 355. — P. L27—L30. — ISSN 0004-6361; 0365-0138; 1432-0746; 1286-4846
4. 1 2  Kiraga M. ASAS photometry of ROSAT sources. I. Periodic variable stars coincident with bright sources from the ROSAT All Sky Survey (англ.) // Acta Astronomica / M. Kubiak — Copernicus Foundation for Polish Astronomy, 2012. — Vol. 62, Iss. 1. — P. 67—95. — ISSN 0001-5237 — arXiv:1204.3825